# عسکاس
عسکاس (به لاتین: Askas) یک منطقهٔ مسکونی در قبرس است که در ناحیه نیکوزیا واقع شده‌است. عسکاس ۱۸۷ نفر جمعیت دارد.